# Dog Days
Dog Days (ドッグデイズ Doggu Deizu?) es una serie de anime creada por Masaki Tsuzuki y producida por Seven Arcs y Aniplex bajo la dirección de Keizo Kusakawa. La historia gira alrededor de un Cinque Izumi, un joven que es invocado a un mundo paralelo al nuestro por la princesa Millhiore con la misión de defender su país, la República de Biscotti, del reino vecino de Galette. El primer episodio de Dog Days fue puesto al aire por Tokyo MX y otros canales el 2 de abril de 2011, y se lanzaron 13 episodios, concluyendo el 25 de junio de 2011. Una adaptación al manga fue producida por Takuya Fujima y es serializada en Newtype, Comptiq, y Comp Ace de mayo a noviembre del 2011. Una adaptación a novela ligera ilustrada por Kiro Hahane fue serializada en Newtype de marzo del 2011 a julio del mismo año. Ya ha sido realizada y publicada su segunda temporada en sus mangas (cómics) y sus animes. Una tercera temporada del anime fue lanzada en enero del 2015.

## Argumento
Cinque Izumi es un joven alegre y atlético mitad japonés, mitad inglés que estudia en la Escuela Internacional de Kinokawa en Japón. Su vida era normal, hasta que un día es repentinamente invocado al mundo alternativo de Flonyard (フロニャルド Furonyarudo?). La gente de ese país tiene una apariencia humana, a excepción de la cola y orejas de animales. La que invocó a Izumi a este mundo es Millhiore Firianno Biscotti, la princesa-perro de la República de Biscotti (ビスコッティ共和国?), que solicitó su ayuda en la guerra contra las fuerzas del reino felino de Galette (ガレット獅子団領 Garetto Shishi Gundan?).
Después de responder a la plegaria de Millhiore Firianno Biscotti, el chico recibió una espada sagrada perteneciente a Biscotti, llamada  Palladion (パラディオン Paradion?). Es nombrado Héroe para pelear por Biscotti en una guerra que, a diferencia de la tierra, se lleva a cabo con reglas especiales y sin víctimas mortales. De forma similar a una competición deportiva con el propósito de recaudar fondos para los reinos involucrados, donde la facción ganadora reclama una suma mayor que la parte perdedora. Después de ganar su primera batalla para Biscotti, Cinque se entera de que cuando un héroe es convocado en Flonyard, se vuelve incapaz de regresar a su tierra natal, un hecho que Millhiore también ignoraba.
La jefa de los científicos de Biscotti, Ricotta Elmar, le promete a Cinque que encontrará una manera de ayudarlo a regresar a casa en 16 días, el tiempo restante hasta su encuentro con su amiga Rebecca Anderson, con quien se comprometió a pasar los últimos tres días de sus vacaciones de primavera. Hasta entonces, decide seguir sirviendo a la Princesa Millhiore como héroe de Biscotti.

## Personajes

### Humanos
Cinque Izumi (シンク・イズミ Shinku Izumi?)
 Seiyū: Mamoru Miyano
Un chico de 13 años mitad japonés y mitad inglés de Cornualles y el protagonista de la serie. Él es invocado al mundo alterno de Flonyard, en el Reino de la República de Biscotti como el "Héroe" de la Princesa Millhiore. Él maneja la espada divina de Biscotti, Palladion, un arma que a pesar de ser originalmente una espada, puede asumir distintas formas según las preferencias de su propietario. Él tiene una personalidad alegre y directa, siempre va a su propio ritmo. Es atlético y acrobático, además le encantan los deportes. Él era un estudiante de primer año de secundaria en la escuela Internacional Kinokawa de Japón antes de la convocatoria. Puede disparar rayos destructivos de energía desde la punta de Palladion. 
Rebecca Anderson (レベッカ・アンダーソン Rebekka Andāson?)
 Seiyū: Mikako Takahashi
Apodada Becky (ベッキー Bekkī?) por Cinque, Rebecca es una chica de 14 años que estudia en la escuela Internacional de Kinokawa, en Japón y la amiga de la infancia de Cinque. Ella tiene una actitud algo entrometida y es la que mejor entiende a Cinque, y por lo general, se siente sola cuando no está cerca de él. Todos los días va a casa de este último a despertarlo para ir juntos a la escuela. Le encanta la moda, los juegos, el manga y las novelas de fantasía. Espera el final de las vacaciones para poder estar junto a Cinque y a su familia en una especie de parrillada de fin de vacaciones. En la segunda temporada se convierte en la heroína de la república de Pastillage, que es gobernada por una princesa de 9 años llamada Coubre.
Nanami Takatsuki (ナナミ・タカツキ?)
 Seiyū: Nana Mizuki
Prima mayor de Cinque y conocida de Becky. Es la rival de Cinque en los Iron Athletics (Atléticos de Hierro), En la segunda temporada se convierte en la heroína de galette. se lleva muy bien con Leonmichelli Galette des Rois quien adora pasar su tiempo con Nanami ya que la mima acariciándola todo el tiempo que le sea posible.

### Gente de Flonyard

#### República de Biscotti
Millhiore F. (Firianno) Biscotti (ミルヒオーレ・F （フィリアンノ）・ビスコッティ Miruhiōre Firianno Bisukotti?)
 Seiyū: Yui Horie
Apodada cariñosamente Millhi (ミルヒ Miruhi?), Millhiore es la princesa de 13 años de la República de Biscotti, con una personalidad trabajadora y gentil. A pesar de ser una líder joven e inexperta, es amada por todos los habitantes de la nación. Al mismo tiempo, ella es una famosa cantante en su tierra de Flonyard, está presente en eventos y conciertos y además aparece en persona en frente de todos a pesar de su estatus de realeza. Ella es la que invocó a shinku a Flonyard en primer lugar, enviando a su perro espíritu familiar, Tatsumaki, para abrir un portal en la tierra cuando Cinque trataba de hacer una acrobacia desde las alturas en su escuela (debido a que tiene un gran amor por la acrobacia), y es la portadora de una de las espadas Divinas: Excelide. Ella eligió a Cinque como su amado héroe después de verlo participando en una competición atlética en la Tierra con sus poderes observación de estrellas, pero lo que no sabía es que un héroe invocado no puede regresar a su tierra natal y se da cuenta de eso cuando ya era demasiado tarde. Al final de la primera temporada, Millhi confiesa su amor a Cinque.
Éclair Martinozzi (エクレール・マルティノッジ Ekurēru Marutinojji?)
 Seiyū: Ayana Taketatsu
Apodada Écle (エクレ Ekure?),Éclair es la caballera femenina de 14 años de Biscotti, así como la capitana de la unidad de la Guardia Imperial directamente bajo el mando de Millhiore. Ha estado entrenando como caballero desde la infancia, y es muy competente a la hora de usar la espada doble. También tiene una gran admiración hacia la Princesa Millhiore y cuando se dirige a ella, lo hace con mucho respeto. Todo el tiempo está preocupada por "la ignorancia de los caminos de la vida" de Cinque, y se carga una actitud seria y un poco terca, además de ser una tsundere al igual que Rebecca. Tiene un complejo de inferioridad con sus orejas, argumentando que son más pequeñas que las del resto de los personajes, aunque todo el tiempo parecen estar agachadas o caídas; además, está enamorada de Cinque.
Ricotta Elmar (リコッタ・エルマール Rikotta Erumāru?)
 Seiyū: Nana Mizuki
Apodada Rico (リコ Riko?), Ricotta es la Investigadora Principal de la Escuela Nacional de Investigación de Biscotti a pesar de tener la misma edad que Cinque. Es una chica muy inteligente, además de amable al mismo tiempo, aunque su curiosidad tiende a sacar lo mejor de ella en varias situaciones. Además de ello, tiene un montón de amigos en los Caballeros de Biscotti. En la primera temporada se esfuerza al máximo para resolver el problema de regreso a casa de Cinque, aunque también tiene la obsesión de desarmar todo aquello que es nuevo para ella, como el celular de Cinque. Tiende a terminar sus frases con "~ de arimasu".
Yukikaze Panettone (ユキカゼ・パネトーネ Yukikaze Panetōne?)
 Seiyū: Kana Asumi
Apodada cariñosamente Yukki (ユッキー Yukkī?), Ella es una Kitsune (Chica Zorro) y un caballero independiente de la Orden de los Caballeros de Biscotti, trabajando en conjunto con la Condesa Brioche d'Arquien. Es la subjefa (Por debajo de la Condesa d'Arquien) de los Caballeros de la Brigada de Onmitsu de Biscotti, ella ve a los miembros de la plantilla como hermanos, ya sean perros o zorros. Ella inmediatamente se llevaba bien con Cinque desde el momento en que se conocieron y lo quiere mucho, se podría decir que lo adora. Yukikaze hace uso de movimientos ágiles en la batalla, ya que utiliza diversas armas, tales como sus puños, arcos, espadas, tantō, etc. Ella admira mucho a Lady Brioche y se dirige a ella con "Oyakata-sama" (Mi Señora), una forma arcaica muy formal de la palabra que se usa cuando uno se dirige a su señor/su señora, sacada del japonés antiguo. Se revela casi al final de la primera temporada del anime que Yukikaze es en realidad una deidad de zorro que ha estado trabajando detrás de escena con Brioche d'Arquien por más de cien años para suprimir y sellar todos los demonios que pueden amenazar la paz en Flonyard.

#### República de Galette
Leonmichelli Galette des Rois (レオンミシェリ・ガレット・デ・ロワ Reonmisheri Garetto de Rowa?)
 Seiyū: Ami Koshimizu
Apodada cariñosamente Leo (レオ Reo?). Es la princesa de Galette. Tiene pelo blanco y ojos amarillos. Su edad es de 16 años. Tiene un carácter batallero y fuerte. Además amiga de infancia de la princesa Milhiore y en la primera temporada recubre el papel de "mala", aunque en el curso de la historia se descubre que todo lo que hacía era solo para Milhiore. En la segunda temporada ya no tiene un papel tan central aunque aparece muchas veces; es ella que convoca a Nanami, prima de Cinque, en Flonyard y la trasforma en la heroína de Galette.
Se lleva bien con Cinque y ambos van de acuerdo entre ellos aunque a veces ella tenga siempre que regañalor por los problemas y travesuras que hace con Gaul. También tiene un hermano menor, el príncipe Gaul Galette de Rois y suele ser llamada "Majestad".
Gaul Galette des Rois (ガウル・ガレット・デ・ロワ Gauru Garetto de Rowa?)
 Seiyū: Tetsuya Kakihara
Apodado como Gau (ガウ?), es el joven príncipe de Galette y su edad es de 13 años. Su aspecto es como el de su hermana mayor: pelo blanco y ojos amarillos, aunque su piel es más bronceada a diferencia de la de su hermana: que es de un blanco pálido.
Tiene carácter alegre y enérgico. Es rival y un gran amigo de Cinque. Suele meterse en problemas con el y le toca a su hermana regañarlos.
Siempre esta con sus "guardias del cuerpo" o "Compañeras" Genoise, las cuales quiere mucho y conoce también a la princesa Milhiore.
Aunque a él no le gusten los abrazos y caricias como a su hermana (por ser mitad gatos y mitad humanos) a modo suyo demuestra su afecto.
Tiene una hermana mayor Leonmichelli Galette de Rois y una leona con sus 3 leoncitos, que tiene como animales domésticos.